# 1445
1445 (MCDXLV) je bilo navadno leto, ki se je po julijanskem koledarju začelo na petek.

## Dogodki
- 7. julij - bitka pri Suzdalu

## Rojstva
- 1. marec - Sandro Botticelli, italijanski slikar († 1510)

Neznan datum
- Mengli I. Geraj - kan Krimskega kanata († 1515)

## Smrti
Neznan datum
- Ulug Mohamed, ustanovitelj Kazanskega kanata (* 1405)